# Steen Leth Jeppesen
Steen Palle Leth Jeppesen (født 13. marts 1938 i Odense, død 17. april 2024) var en dansk økonom.
Jeppesen var søn af overlærer Bendt Leth Jeppesen og hustru Dagny født Pedersen. Han blev student 1957 fra Odense Katedralskole og cand. polit. fra Københavns Universitet 1963 og var medarbejder i Dansk Arbejdsgiverforening 1963-65. Han blev allerede 1960 medarbejder ved Finanstidende, siden økonomisk-politisk redaktør ved Dagbladet Information 1965-67 og fra 1979 til 1984 var han lederskribent på Berlingske Tidende og derefter lederskribent på Dagbladet Børsen. 
Jeppesen var amanuensis i nationaløkonomi ved Københavns Universitet, blev lektor 1967 og afdelingsleder 1969. Han blev 1974 professor og forskningschef ved Danmarks Forvaltningshøjskole og blev 1984 direktør for Assurandør-Societetet (siden 1997: Forsikring & Pension), hvilket han var indtil 2005.
Jeppesen var medlem af Gentofte Kommunalbestyrelse for Gentofte-Listen 1978-84 og folketingskandidat for Venstre i Skanderborgkredsen 1978-80.
Han var især optaget af skattepolitik, og 2007-09 var han formand for Skatteborgerforeningen.
Han var fra 27. maj 1966 gift med Elisabeth født Skovsgaard Jensen (født 11. november 1943 i Gentofte).